# تيلفورد
تيلفورد (بالإنجليزية: Telford)‏ هي بلدة في مدينة تيلفورد وريكين، شروبشاير، إنجلترا. تقع على بعد نحو 15 ميل (24 كـم) شرق شروزبري، 21 ميل (34 كـم) جنوب غرب ستافورد، 19 ميل (31 كـم) شمال غرب ولفرهامبتون و 28 ميل (45 كـم) من برمنغهام في نفس الاتجاه. يقدر عدد سكانها (للمنطقة) بـ 175.271 في عام 2017، و 142.723 في تيلفورد نفسها، تيلفورد هي أكبر مدينة في شروبشاير وواحدة من أسرع المدن نموًا في المملكة المتحدة.
سميت على اسم المهندس المدني توماس تيلفورد، الذي صمم العديد من مشاريع الطرق والقنوات والسكك الحديدية في شروبشاير. جمعت المدينة في الستينيات والسبعينيات من القرن الماضي كمدينة جديدة على أراضي وبلدات صناعية وزراعية سابقًا. مثل المدن الأخرى المخطط لها في ذلك الوقت، أُنشئت تيلفورد من اندماج مستوطنات وبلدات أخرى، وعلى الأخص مدن ويلينجتون وأوكينجيتس وماديلي ودولي.
بني مركز تيلفورد للتسوق وهو مركز تسوق حديث في المركز الجغرافي للمدينة الجديدة جنبًا إلى جنب مع متنزه تاون بارك واسع النطاق. انتهي من الطريق السريع أم فيفتي فور في عام 1983 مما أدى إلى تحسين روابط الطرق في المدينة مع منطقة ويست ميدلاندز. تعلن المدينة عن نفسها على أنها مهد الصناعة بسبب وجود كولبروكديل وأماكن أخرى في منطقة آيرونبريدج جورج داخل حدودها. هذه المناطق معترف بها دوليًا على أنها مهمة للثورة الصناعية.